# Kadioha
Kadioha est une localité du Nord de la Côte d'Ivoire, et appartenant au département de Korhogo, Région des Savanes. La localité de Kadioha est un chef-lieu de commune.